# PB63 Lady 2015-2016
Questa voce raccoglie le informazioni riguardanti la PB63 Lady nelle competizioni ufficiali della stagione 2015-2016.

## Stagione
La stagione 2015-2016 della PB63 Lady Battipaglia, sponsorizzata Givova Convergenze (Givova anche sponsor tecnico) è la seconda che disputa in Serie A1 femminile.

## Verdetti stagionali
Competizioni nazionali
- Serie A1:

stagione regolare: 10º posto su 14 squadre (9-17);
play-off: quarti di finale persi contro Schio (0-2).

## Roster
|    | Naz.                   | Ruolo | Sportivo                | Anno | Alt. |  |       |
| -- | ---------------------- | ----- | ----------------------- | ---- | ---- |  | ----- |
| 3  | Italia (bandiera)      | P     | Stefania Trimboli       | 1996 | 175  |  |       |
| 4  | Italia (bandiera)      | PG    | Marida Orazzo           | 1994 | 174  |  |       |
| 5  | Italia (bandiera)      | P     | Luisa Rauti             | 1998 | 175  |  |       |
| 6  | Italia (bandiera)      | A     | Salimata Diop           | 1998 | 180  |  |       |
| 7  | Italia (bandiera)      | PG    | Dionea Di Donato        | 1996 | 173  |  |       |
| 8  | Italia (bandiera)      | A     | Marzia Tagliamento      | 1996 | 181  |  |       |
| 9  | Italia (bandiera)      | P     | Valentina Bonasia       | 1994 | 162  |  |       |
| 10 | Italia (bandiera)      | P     | Chiara Pastena          | 1999 | 175  |  |       |
| 11 | Italia (bandiera)      | A     | Annalaura Patera        | 1998 | 180  |  |       |
| 12 | Paesi Bassi (bandiera) | AC    | Kourtney Treffers       | 1994 | 187  |  |       |
| 13 | Italia (bandiera)      | PG    | Francesca Romana Russo  | 1996 | 174  |  |       |
| 14 | Italia (bandiera)      | A     | Giara Diouf             | 1997 | 179  |  |       |
| 15 | Italia (bandiera)      | AC    | Francesca Fabbricini    | 1999 | 189  |  |       |
| 16 | Italia (bandiera)      | A     | Marilù Sapienza Salerno | 1999 | 179  |  |       |
| 17 | Italia (bandiera)      | GA    | Elena Ramò              | 1994 | 184  |  |       |
| 19 | Stati Uniti (bandiera) | G     | Asia Boyd               | 1992 | 185  |  | [ 6 ] |
| 19 | Italia (bandiera)      | A     | Valeria Trucco          | 1999 | 191  |  | [ 7 ] |
| 21 | Stati Uniti (bandiera) | C     | Reshanda Gray           | 1993 | 188  |  |       |
| 22 | Italia (bandiera)      | C     | Olbis Futo Andrè        | 1998 | 189  |  |       |
| 23 | Spagna (bandiera)      | GA    | Inmaculada Zanoguera    | 1993 | 178  |  | [ 8 ] |
| 24 | Italia (bandiera)      | A     | Lucrezia Costa          | 1997 | 183  |  |       |

## Mercato

### Sessione estiva
Rinnovati i contratti (con dei triennali) alla playmaker Valentina Bonasia, all'ala Elena Ramò ed al capitano Marida Orazzo, si aggrega per un altro anno come prima straniera Kourtney Treffers; la società ha inoltre effettuato i seguenti trasferimenti:
| Acquisti         | Acquisti                | Acquisti                 | Acquisti      |
| R.               | Nome                    | da                       | Modalità      |
| ---------------- | ----------------------- | ------------------------ | ------------- |
| A                | Salimata Diop           | giovanili                | definitivo    |
| P                | Chiara Pastena          | giovanili                | definitivo    |
| A                | Annalaura Patera        | Libertas Bologna         | definitivo    |
| AC               | Francesca Fabbricini    | Aurora Pescara           | definitivo    |
| A                | Marilù Sapienza Salerno | giovanili                | definitivo    |
| C                | Reshanda Jacqueta Gray  | Minnesota Lynx           | definitivo    |
| C                | Olbis Futo Andrè        | Libertas Bologna         | definitivo    |
| GA               | Inmaculada Zanoguera    | Toledo Rockets Athletics | definitivo    |
| Altre operazioni |                         |                          |               |
| R.               | Nome                    | da                       | Modalità      |
| P                | Stefania Trimboli       | Ginn. Triestina          | definitivo    |
| A                | Lucrezia Costa          | San Raffaele Roma        | [ 13 ] [ 19 ] |
| A                | Marzia Tagliamento      | prima squadra            | [ 13 ]        |
| PG               | Francesca Romana Russo  | prima squadra            | [ 13 ]        |
| PG               | Dionea Di Donato        | prima squadra            | [ 13 ]        |
| P                | Luisa Rauti             | prima squadra            | [ 13 ]        |

| Cessioni | Cessioni                  | Cessioni          | Cessioni                       |
| R.       | Nome                      | a                 | Modalità                       |
| -------- | ------------------------- | ----------------- | ------------------------------ |
| G        | Anita Russo               | -                 | fine contratto                 |
| G        | Michela Marchetti         | -                 | fine contratto                 |
| P        | Giulia Prosperi           | San Raffaele Roma | fine prestito                  |
| A        | Monique Ngo Ndjock        | Eirene Ragusa     | fine contratto                 |
| G        | Brooque Christia Williams | -                 | fine contratto                 |
| C        | Adriana Cutrupi           | Ants Viterbo      | fine contratto                 |
| GA       | Isabel Hernadez Pepe      | -                 | fine contratto                 |
| C        | Jewel Tunstull            | PINKK-Pécsi 424   | fine contratto                 |
| C        | Giara Diouf               | Salerno Basket 92 | prestito (doppio tesseramento) |

### Sessione autunnale-invernale
| Acquisti | Acquisti       | Acquisti            | Acquisti   |
| R.       | Nome           | da                  | Modalità   |
| -------- | -------------- | ------------------- | ---------- |
| G        | Asia Boyd      | Lulea BBK           | definitivo |
| A        | Valeria Trucco | Libertas Moncalieri | definitivo |

| Cessioni | Cessioni             | Cessioni | Cessioni                |
| R.       | Nome                 | a        | Modalità                |
| -------- | -------------------- | -------- | ----------------------- |
| GA       | Inmaculada Zanoguera | -        | rescissione consensuale |

## Risultati

### Campionato

#### Girone di andata
| Napoli 3 ottobre 2015, ore 16:15 CEST 1ª giornata | PB63 Battipaglia | 51 – 84 referto | Famila Schio | PalaVesuvio |

| Porano 11 ottobre 2015, ore 18:00 CEST 2ª giornata | Azzurra Orvieto | 67 – 54 referto | PB63 Battipaglia | Palazzetto dello Sport |

| Battipaglia 18 ottobre 2015, ore 18:00 CEST 3ª giornata | PB63 Battipaglia | 54 – 72 referto | Eirene Ragusa | PalaZauli |

| Lucca 25 ottobre 2015, ore 18:00 CET 4ª giornata | Le Mura Lucca | 80 – 51 referto | PB63 Battipaglia | PalaTagliate |

| Battipaglia 1º novembre 2015, ore 18:00 CET 5ª giornata | PB63 Battipaglia | 84 – 59 (19-15; 46-34; 60-47) referto | GEAS | PalaZauli |

| San Martino di Lupari 8 novembre 2015, ore 18:00 CET 6ª giornata | San Martino | 65 – 58 referto | PB63 Battipaglia | Palazzetto dello Sport |

| Arbitri: | Enrico Boscolo (Chioggia) Michela Padovano (Bari) Alessandro Pilati (Zanè) |

|              |          |             |
| Orrange 27   | Punti    | 28 Gray     |
| D'Alie 8     | Assist   | 2 Treffers  |
| Tognalini 10 | Rimbalzi | 18 Treffers |

| Arbitri: | Angelo Caforio (Brindisi) Michele Capurro (Reggio Calabria) Fabio Ferretti (Teramo) |

|           |          |             |
| Gray 24   | Punti    | 23 Prahalis |
| Bonasia 3 | Assist   |             |
| Gray 12   | Rimbalzi | 12 Milić    |

| Arbitri: | Angela Rita Castiglione (Palermo) Silvia Marziali (Roma) Elena Colazzo (Milano) |

|              |          |             |
| Christmas 30 | Punti    | 24 Treffers |
| Růžičková 8  | Rimbalzi | 11 Treffers |

| Arbitri: | Chiara Maria Agnese Vanzini (Milano) Andrea Chersicla (Lecco) Mauro Moretti (Marsciano) |

|                     |          |          |
| Zanoguera 24        | Punti    | 24 Ugoka |
| Gray, Tagliamento 3 | Assist   | 2 Zara   |
| Treffers 12         | Rimbalzi | 24 Ugoka |

| Arbitri: | Marco Vita (Ancona) Michele Gasparri (Pesaro) Damiano Capozziello (Brindisi) |

|                        |          |            |
| Gray 26 Tagliamento 24 | Punti    | 24 Pertile |
| Boyd 4                 | Assist   | 4 Simmons  |
| Gray 20 Treffers 18    | Rimbalzi | 9 Tikvić   |

| Arbitri: | Gianfranco Ciaglia (Caserta) Daniela Bellamio (Latina) Michela Padovano (Bari) |

|            |          |         |
| Achonwa 32 | Punti    | 19 Gray |
| Quinn 3    | Assist   | 3 Boyd  |
| Achonwa 15 | Rimbalzi | 13 Gray |

| Arbitri: | Alessio Fabiani (Altopascio) Diletta Bandinelli (Murlo) Luca Maffei (Preganziol) |

|               |          |             |
| Gray 21       | Punti    | 31 Anderson |
| Tagliamento 3 | Assist   |             |
| Gray 15       | Rimbalzi | 12 Smith    |

#### Girone di ritorno
| Arbitri: | Alessandro Tirozzi (Bologna) Alessandro Saraceni (Zola Predosa) Vito Modesto Stoppa (Ferrara) |

|                |          |             |
| Tagliamento 18 | Punti    | 23 Anderson |
| Tagliamento 5  | Assist   |             |
| Treffers 11    | Rimbalzi | 11 Yacoubou |

| Arbitri: | Nicola Beneduce (Caserta) Valentina Del Monaco (Maddaloni) Giampaolo Marota (Ascoli Piceno) |

|             |          |                      |
| Boyd 25     | Punti    | 29 Wicijowski        |
| Boyd 7      | Assist   | 3 Baldelli, Dietrick |
| Treffers 17 | Rimbalzi | 8 Wicijowski         |

| Arbitri: | Riccardo Bianchini (Bagno a Ripoli) Michele Capurro (Reggio Calabria) Umberto Tallon (Bologna) |

|            |          |             |
| Brunson 21 | Punti    | 19 Boyd     |
| Gorini 3   | Assist   |             |
| Brunson 9  | Rimbalzi | 11 Treffers |

| Arbitri: | Damiano Capozziello (Brindisi) Francesco Meneghini (Thiene) Elena Colazzo (Milano) |

|               |          |                |
| Treffers 16   | Punti    | 25 Harmon      |
| Tagliamento 2 | Assist   | 2 Dotto, Wojta |
| Gray 11       | Rimbalzi | 9 Harmon       |

| Sesto San Giovanni 7 febbraio 2016, ore 18:00 CET 18ª giornata | GEAS | 80 – 60 (22-8; 43-26; 58-39) referto | PB63 Battipaglia | PalaCarzaniga |

| Battipaglia 28 febbraio 2016, ore 18:00 CET 19ª giornata | PB63 Battipaglia | 73 – 75 (30-21; 39-49; 58-61) referto | San Martino | PalaZauli |

| Battipaglia 2 marzo 2016, ore 20:30 CET 20ª giornata | PB63 Battipaglia | 76 – 52 (17-15; 35-24; 50-37) referto | Vigarano | PalaZauli |

| Cagliari 6 marzo 2016, ore 18:00 CET 21ª giornata | CUS Cagliari | 89 – 99 (27-26; 48-53; 69-73) referto | PB63 Battipaglia | PalaCUS |

| Battipaglia 13 marzo 2016, ore 18:00 CET 22ª giornata | PB63 Battipaglia | 59 – 78 (13-19; 27-41; 47-58) referto | Reyer Venezia | PalaZauli |

| Parma 20 marzo 2016, ore 18:00 CET 23ª giornata | Basket Parma | 78 – 76 (13-21; 34-36; 51-59) referto | PB63 Battipaglia | PalaCiti |

| Umbertide 3 aprile 2016, ore 18:00 CEST 24ª giornata | Umbertide | 94 – 65 (17-12; 44-26; 64-49) referto | PB63 Battipaglia | PalaMorandi |

| Battipaglia 13 febbraio 2016, ore 20:30 CET 25ª giornata | PB63 Battipaglia | 77 – 65 (30-12; 45-26; 57-49) referto | Dike Napoli | PalaZauli |

| Moncalieri 10 aprile 2016, ore 18:00 CEST 26ª giornata | Pall. Torino | 78 – 72 (23-12; 39-25; 61-43) referto | PB63 Battipaglia | PalaEinaudi |

#### Play-off

##### Primo turno
| Arbitri: | Alex D'Amato (Roma) Paolo Lestingi (Anzio) Marco Catani (Pescara) |

|         |          |            |
| Gray 32 | Punti    | 19 Simmons |
| Boyd 6  | Assist   | 2 Simmons  |
| Gray 23 | Rimbalzi | 8 Simmons  |

| Arbitri: | Pasquale Pecorella (Trani) Christian Mottola (Taranto) Michela Padovano (Ruvo di Puglia) |

|             |          |                |
| Simmons 23  | Punti    | 28 Tagliamento |
| Agunbiade 3 | Assist   |                |
| Agunbiade 7 | Rimbalzi | 16 Gray        |

##### Quarti di finale
| Arbitri: | Daniele Yang Yao (Vigasio) Valentina Del Monaco (Caserta) Alessandro Saraceni (Zola Predosa) |

|                              |          |                     |
| Anderson 15                  | Punti    | 16 Gray             |
| Gatti, Macchi, Zandalasini 4 | Assist   | 2 Boyd, Tagliamento |
| Walker, Yacoubou 10          | Rimbalzi | 8 Treffers          |

| Arbitri: | Marco Pierantozzi (Ascoli Piceno) Alessandro Costa (Livorno) Riccardo Bianchini (Bagno a Ripoli) |

|                   |          |             |
| Treffers, Gray 17 | Punti    | 22 Anderson |
| Gray 2            | Assist   | 3 Sottana   |
| Gray 24           | Rimbalzi | 11 Yacoubou |

## Statistiche

### Statistiche di squadra
| Competizione | Punti | In casa | In casa | In casa | In casa | In casa | In trasferta | In trasferta | In trasferta | In trasferta | In trasferta | Totale | Totale | Totale | Totale | Totale | Totale |
| Competizione | Punti | G       | V       | P       | Ptf     | Pts     | G            | V            | P            | Ptf          | Pts          | G      | V      | P      | Ptf    | Pts    | Diff.  |
| ------------ | ----- | ------- | ------- | ------- | ------- | ------- | ------------ | ------------ | ------------ | ------------ | ------------ | ------ | ------ | ------ | ------ | ------ | ------ |
| Serie A1     | 18    | 14      | 7       | 7       | 1025    | 1022    | 12           | 2            | 10           | 808          | 937          | 26     | 9      | 17     | 1833   | 1959   | -126   |
| Play-off     |       | 2       | 1       | 1       | 134     | 131     | 2            | 1            | 1            | 134          | 170          | 4      | 2      | 2      | 268    | 301    | -33    |
| Totale       | 18    | 16      | 8       | 8       | 1159    | 1153    | 14           | 3            | 11           | 942          | 1107         | 30     | 11     | 19     | 2101   | 2260   | -159   |

### Statistiche delle giocatrici
Totali: campionato e play-off
| Giocatrice             | Partite | Partite | Partite | Pun | Min. | Falli | Falli | Tiri da 2 | Tiri da 2 | Tiri da 2 | Tiri da 3 | Tiri da 3 | Tiri da 3 | Tiri Liberi | Tiri Liberi | Tiri Liberi | Rimbalzi | Rimbalzi | Rimbalzi | Stopp. | Stopp. | Palle | Palle | Ass | Val. | Val.  | A+dP |
| Giocatrice             | Pr      | PG      | SF      | Pun | Min. | C     | S     | R         | T         | %         | R         | T         | %         | R           | T           | %           | O        | D        | T        | D      | S      | P     | R     | Ass | Lega | OER   | A+dP |
| ---------------------- | ------- | ------- | ------- | --- | ---- | ----- | ----- | --------- | --------- | --------- | --------- | --------- | --------- | ----------- | ----------- | ----------- | -------- | -------- | -------- | ------ | ------ | ----- | ----- | --- | ---- | ----- | ---- |
| Reshanda Gray          | 30      | 30      | 30      | 546 | 993  | 108   | 154   | 207       | 387       | 53,5      | 9         | 33        | 27,3      | 105         | 154         | 68,2        | 119      | 249      | 368      | 24     | 21     | 98    | 43    | 28  | 683  | 90,40 | -27  |
| Kourtney Treffers      | 30      | 30      | 30      | 439 | 1030 | 80    | 143   | 160       | 308       | 51,9      | 6         | 20        | 30,0      | 101         | 174         | 58,0        | 84       | 230      | 314      | 8      | 12     | 100   | 43    | 21  | 541  | 84,00 | -36  |
| Marzia Tagliamento     | 28      | 28      | 28      | 380 | 990  | 61    | 91    | 61        | 122       | 50,0      | 69        | 198       | 34,8      | 51          | 63          | 81,0        | 13       | 65       | 78       |        | 9      | 112   | 29    | 44  | 238  | 79,64 | -39  |
| Asia Boyd              | 20      | 20      | 20      | 240 | 582  | 58    | 52    | 41        | 91        | 45,1      | 36        | 104       | 34,6      | 50          | 67          | 74,6        | 14       | 63       | 77       | 3      | 9      | 74    | 26    | 37  | 159  | 75,20 | -11  |
| Valentina Bonasia      | 30      | 27      | 21      | 123 | 671  | 88    | 38    | 29        | 75        | 38,7      | 19        | 56        | 33,9      | 8           | 14          | 57,1        | 18       | 58       | 76       |        | 1      | 53    | 49    | 20  | 75   | 54,73 | 16   |
| Marida Orazzo          | 29      | 27      | 4       | 107 | 538  | 39    | 26    | 30        | 71        | 42,3      | 10        | 37        | 27,0      | 17          | 22          | 77,3        | 11       | 55       | 66       | 1      | 3      | 46    | 22    | 12  | 73   | 54,07 | -12  |
| Inmaculada Zanoguera   | 10      | 10      | 10      | 107 | 341  | 21    | 24    | 38        | 97        | 39,2      | 3         | 18        | 16,7      | 22          | 28          | 78,6        | 12       | 29       | 41       | 3      | 2      | 38    | 22    | 7   | 63   | 56,30 | -9   |
| Elena Ramò             | 29      | 28      | 2       | 60  | 309  | 17    | 9     | 14        | 31        | 45,2      | 8         | 28        | 28,6      | 8           | 10          | 80,0        | 12       | 20       | 32       | 4      |        | 27    | 12    | 8   | 42   | 65,62 | -7   |
| Olbis Futo Andrè       | 28      | 25      |         | 31  | 179  | 9     | 10    | 13        | 36        | 36,1      |           |           |           | 5           | 7           | 71,4        | 17       | 28       | 45       | 8      |        | 10    | 10    | 2   | 62   | 46,54 | 2    |
| Lucrezia Costa         | 28      | 26      |         | 28  | 165  | 27    | 9     | 10        | 23        | 43,5      |           |           |           | 8           | 15          | 53,3        | 7        | 16       | 23       | 2      |        | 6     | 4     |     | 13   | 55,36 | -2   |
| Stefania Trimboli      | 19      | 7       | 5       | 20  | 127  | 19    | 5     | 4         | 9         | 44,4      | 4         | 9         | 44,4      |             |             |             | 1        | 18       | 19       |        |        | 14    | 11    | 6   | 18   | 19,84 | 3    |
| Francesca Romana Russo | 29      | 20      |         | 18  | 117  | 10    | 6     | 7         | 11        | 63,6      | 1         | 8         | 12,5      | 1           | 2           | 50,0        | 2        | 5        | 7        | 1      | 1      | 8     | 6     | 1   | 8    | 30,76 | -1   |
| Valeria Trucco         | 12      | 7       |         | 2   | 55   | 5     |       | 1         | 4         | 25,0      | 0         | 1         | 0,0       |             |             |             | 1        | 2        | 3        |        |        | 2     | 1     | 1   | -4   | 16,67 |      |
| Giara Diouf            | 4       | 1       |         |     | 1    |       |       |           |           |           |           |           |           |             |             |             |          |          |          |        |        |       |       |     |      | 0,00  |      |
| Dionea Di Donato       | 1       | 1       |         |     | 2    |       |       |           |           |           |           |           |           |             |             |             |          |          |          |        |        |       |       |     |      | 0,00  |      |

## Giovanili
La squadra Under-20 vince il titolo nazionale battendo in finale la Reyer Venezia al PalaDozza di Bologna.